# Raionul Snovsk, Cernihiv
Snovsk (în ucraineană Сновський район, transliterat: Snovskîi raion) este un raion în regiunea Cernigău, Ucraina. Reședința sa este orașul Snovsk.

## Demografie
Componența lingvistică a raionului Snovsk
     Ucraineană (89,36%)
     Rusă (10,3%)
     Alte limbi (0,26%)
Conform recensământului din 2001, majoritatea populației raionului Snovsk era vorbitoare de ucraineană (89,36%), existând în minoritate și vorbitori de rusă (10,3%).